# 影子价格
影子價格，又稱陰影價格。简单来说，影子价格就是最优化问题中，当限制条件放寬一个单位之后，最优解决方案的真实价值的变化。在商业活动当中，影子价格是管理层愿意为获取额外一个单位的既定资源而多付出的最大价格。例如，当一条生产线已经運轉了40个小时（其最长工作时间），那么让这条生产线再多工作一个小时，其价格就是影子价格。
正式来说，影子价格是拉格朗日乘数在最优化时的值。意思是在限制条件无限微分的情况下，所导致的方程的无限微分。拉格朗日乘数是一种新的标量未知数，即：限制式的斜率的线性組合每个向量的系数。每一个最优化限制条件都有一个影子价格或者是二元变量。
比如，工人每周最多工作40个小时，影子价格能够告知我们，雇主愿意为工人多工作一个小时所付出的薪水。在人工限制条件下，当影子价格确定为10元每小时，雇主愿意最多付10元每小时，当人工成本小于10元每小时，真实价值就增加，反之真实价值就减少。